# 富士五山
富士五山（日語：ふじござん）是在駿河國富士郡內所建立的日興門派其5個最有勢力本山的總稱。
- 大石寺（日蓮正宗）
- 北山本門寺（日蓮宗）
- 西山本門寺（單立）
- 小泉久遠寺（日蓮宗）
- 下条妙蓮寺（日蓮正宗）

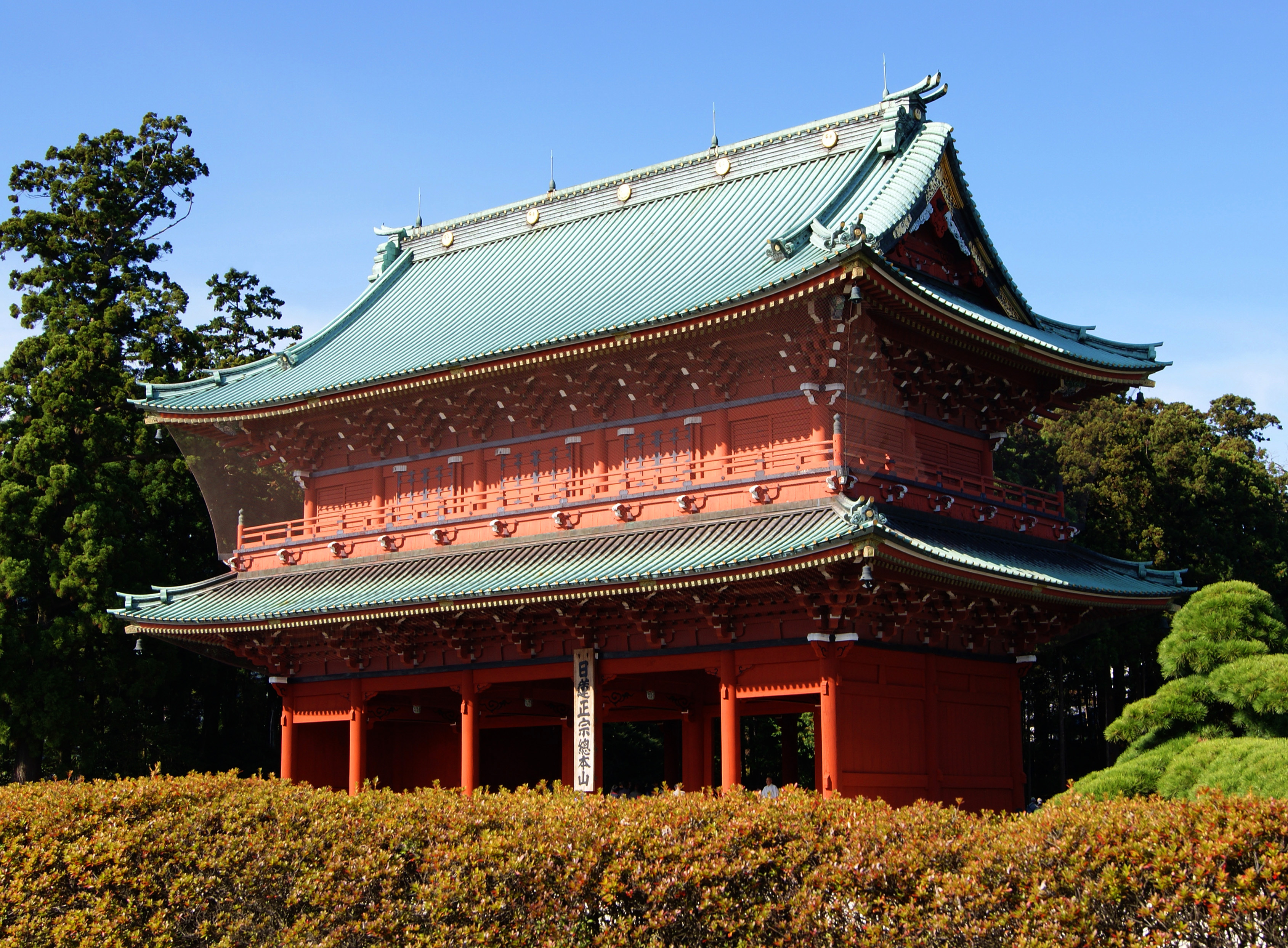
大石寺
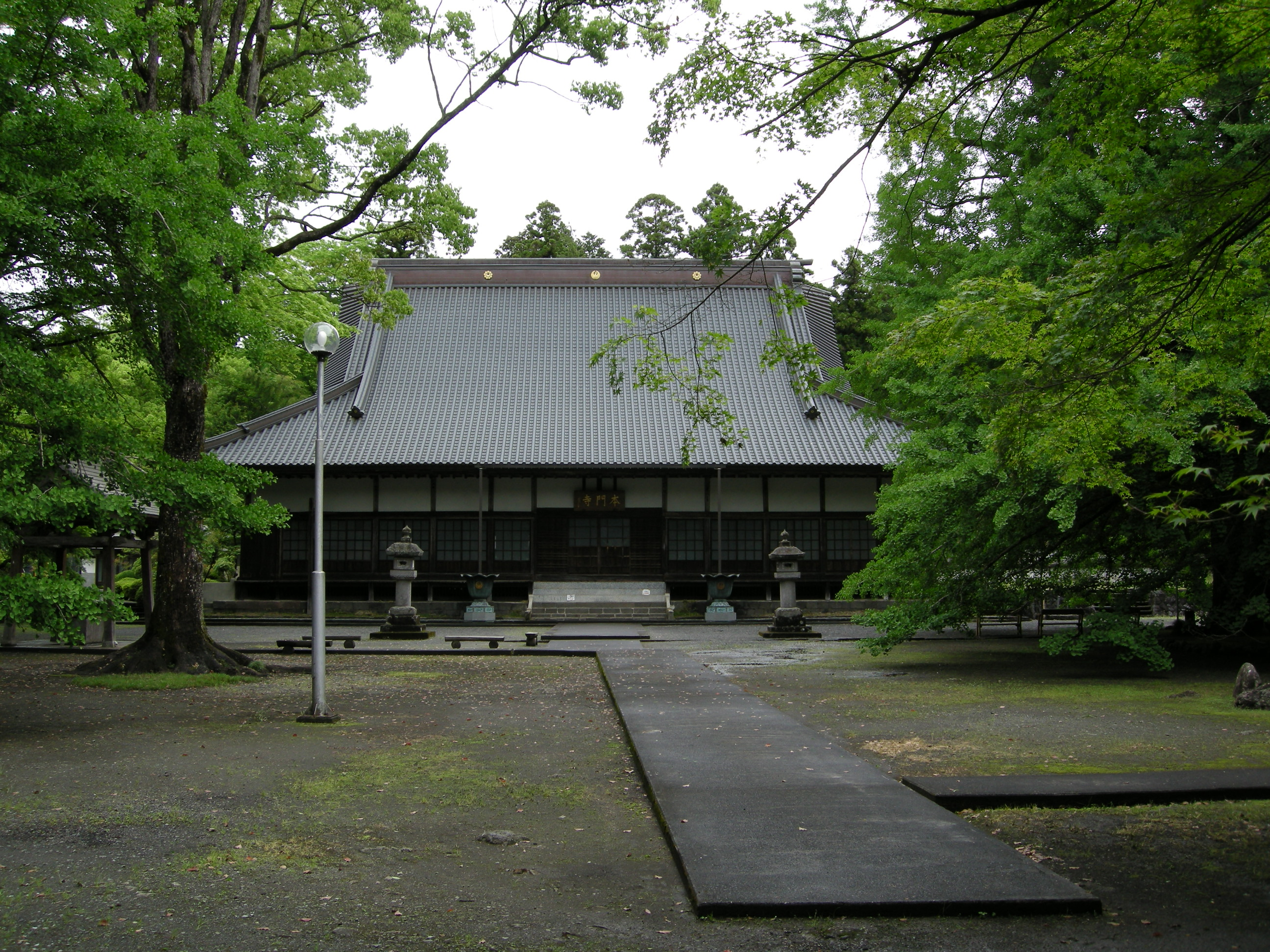
西山本門寺
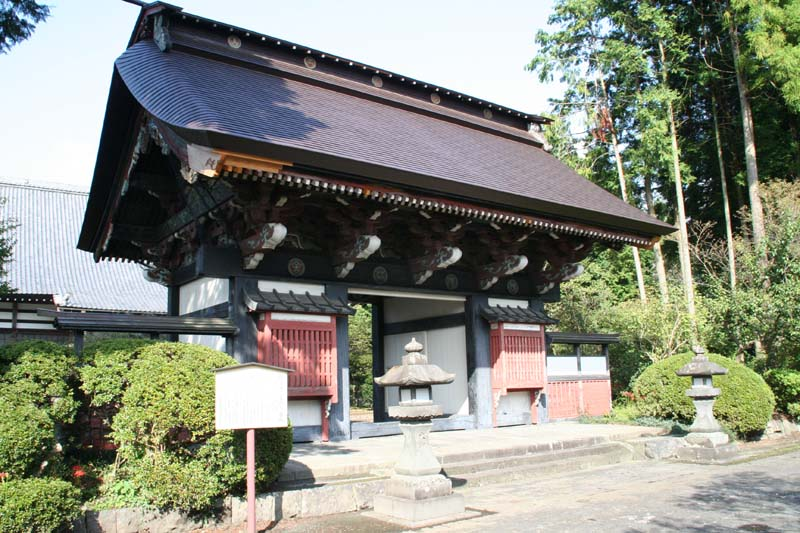
下条妙蓮寺

## 歷史
鎌倉時代末期，由日蓮宗開祖日莲的得意門生日興及其弟子們在駿河國富士郡所創設。各寺共同繼承了日興的法脈，在《甲斐國志》日興一條中指出五山為「富士五個寺」。